# 2018年のインディカー・シリーズ
2018年のベライゾン・インディカー・シリーズ (2018 Verizon IndyCar Series) は、インディカー・シリーズの23年目のシーズンとなる。第102回インディアナポリス500マイルレースはシリーズ6戦目として5月27日に開催され、ウィル・パワーが優勝した。
2015年から17年まで使用されたマニファクチャラーがデザインしたエアロキットに代わって、今シーズンから統一エアロキットが使用される。今シーズンはベライゾン・コミュニケーションズがタイトルスポンサーとして開催される最後のシリーズとなる。また、ABCおよびNBCスポーツによる中継も最後となる。
エンジンマニファクチャラーはホンダが2011年以来となるタイトルを獲得した。ルーキー・オブ・ザ・イヤーはロバート・ウィケンズがポコノでのクラッシュで怪我により終盤3戦を欠場したにもかかわらず獲得した。シリーズタイトルはスコット・ディクソンが自身5度目となるタイトルを獲得した。

## シリーズのニュース
- ベライゾン・コミュニケーションズは2017年10月20日に2018年シーズンをもってシリーズのタイトルスポンサーを終了すると発表した。この決定はチーム・ペンスキーへのスポンサーには影響しない[1]。

- PFCは2018年シーズン、シリーズへのブレーキキャリパーの供給を開始する[2]。

- ハーディング・レーシングの社長に就任したブライアン・バーンハートに代わって、カイル・ノヴァクが1月5日にレースディレクターに決定した。ダン・デイヴィス、アリー・ルイエンダイク、マックス・パピスの3人のスチュワードは、バーンハートが最初にレースディレクターに就任したときに着任したが、そのまま留任する[3]。

- 2018年3月21日、NBCSNを通してシリーズ放映権を保持していたNBCスポーツは、分裂したABCとNBCSNに代わって、2019年から2021年までIndyCarシリーズを独占放送すると発表した。NBCではインディ500を含め、シーズン8レースが放送される[4][5][6]。

## 技術的変更
- すべてのインディカー・シリーズのマシンは、CARTの1990年代と2000年代の車体からインスパイアされた全く新しいユニバーサル・ボディーを特徴とするが、シャシーはダラーラ・DW12をベースとしたものを維持する。この新しいシャシー構成はIR18と呼ばれ、少なくとも2022年まで使用される予定である。1996年のインディ・レーシング・リーグおよび2007年のチャンプカー・シーズン以来初めて、エアボックスのないロールフープが搭載される[7][8]。

- すべてのインディカー・シリーズ参入チームは、F1スタイルのLCDステアリングホイールディスプレイ -設定可能なディスプレイユニットを備えた新しいコスワースCCW Mk2ステアリングホイール- および新しいエレクトリックコンポーネントを導入する[9]。2000年シーズンから使用されてきた現在のコスワース・Piリサーチ・シグマは廃止されるが、いくつかのチームはコスト上の理由からもう1シーズン使用する。

- ファイアストンは2018年仕様のエアロキットで生じるダウンフォースの量が減少したことにより、ロードおよびストリートコースの濡れた路面でグリップを向上させるために新しいレインタイヤを導入した[10]。

- インディカーはコックピット保護でドライバーの安全性を高める次のステップとして、2月8日にスコット・ディクソンがISMレースウェイでF1カーが使用する「Halo」デバイスの可能性のあるウインドスクリーンをテストすることを発表した[11]。

## 参戦チーム・ドライバー
以下のチームとドライバーが2018年シーズンを戦う。全チームがシャシーはダラーラ・IR18、タイヤはファイアストンを使用する。
| チーム                                                               | エンジン | No. | ドライバー                     | 出場ラウンド                  |
| -------------------------------------------------------------------- | -------- | --- | ------------------------------ | ----------------------------- |
| A.J.フォイト・エンタープライズ                                       | シボレー | 4   | マテウス・レイスト R           | 全戦                          |
| A.J.フォイト・エンタープライズ                                       | シボレー | 14  | トニー・カナーン               | 全戦                          |
| フォイト ウィズ バード / ホリンガー / ベラルディ                     | シボレー | 33  | ジェームス・デイビソン         | 6                             |
| アンドレッティ・オートスポーツ                                       | ホンダ   | 25  | ステファン・ウィルソン R       | 6                             |
| アンドレッティ・オートスポーツ                                       | ホンダ   | 26  | ザック・ビーチ R               | 全戦                          |
| アンドレッティ・オートスポーツ                                       | ホンダ   | 27  | アレクサンダー・ロッシ         | 全戦                          |
| アンドレッティ・オートスポーツ                                       | ホンダ   | 28  | ライアン・ハンター＝レイ       | 全戦                          |
| アンドレッティ・オートスポーツ                                       | ホンダ   | 29  | カルロス・ムニョス             | 6                             |
| アンドレッティ・ハータ・オートスポーツ ウィズ カーブ・アガジャニアン | ホンダ   | 98  | マルコ・アンドレッティ         | 全戦                          |
| カーリン                                                             | シボレー | 23  | チャーリー・キンボール         | 全戦                          |
| カーリン                                                             | シボレー | 59  | マックス・チルトン             | 全戦                          |
| チップ・ガナッシ・レーシング                                         | ホンダ   | 9   | スコット・ディクソン           | 全戦                          |
| チップ・ガナッシ・レーシング                                         | ホンダ   | 10  | エド・ジョーンズ               | 全戦                          |
| デイル・コイン・レーシング                                           | ホンダ   | 19  | ザカリー・クラマン・デメロ R   | 1, 3-6, 9-12                  |
| デイル・コイン・レーシング                                           | ホンダ   | 19  | ピエトロ・フィッティパルディ R | 2, 13-17                      |
| デイル・コイン・レーシング                                           | ホンダ   | 19  | サンティノ・フェルッチ R       | 7-8                           |
| デイル・コイン・レーシング                                           | ホンダ   | 39  | サンティノ・フェルッチ R       | 16-17                         |
| デイル・コイン・レーシング                                           | ホンダ   | 63  | ピッパ・マン                   | 6                             |
| デイル・コイン・レーシング dba トム・バーンズ・レーシング            | ホンダ   | 17  | コナー・デイリー               | 6                             |
| デイル・コイン・レーシング ウィズ バッサー-サリバン                  | ホンダ   | 18  | セバスチャン・ボーデ           | 全戦                          |
| ドレイヤー & レインボールド・レーシング                              | シボレー | 24  | セージ・カラム                 | 6                             |
| ドレイヤー & レインボールド・レーシング                              | シボレー | 66  | J.R.ヒルデブランド             | 6                             |
| エド・カーペンター・レーシング                                       | シボレー | 13  | ダニカ・パトリック             | 6                             |
| エド・カーペンター・レーシング                                       | シボレー | 20  | ジョーダン・キング R           | 1, 3-5, 7-8, 10, 12-13, 16-17 |
| エド・カーペンター・レーシング                                       | シボレー | 20  | エド・カーペンター             | 2, 6, 9, 11, 14-15            |
| エド・カーペンター・レーシング                                       | シボレー | 21  | スペンサー・ピゴット           | 全戦                          |
| ハーディング・レーシング                                             | シボレー | 8   | パトリシオ・オワード R         | 17                            |
| ハーディング・レーシング                                             | シボレー | 88  | ギャビー・チャベス             | 1-11, 15-16                   |
| ハーディング・レーシング                                             | シボレー | 88  | コナー・デイリー               | 12-14                         |
| ハーディング・レーシング                                             | シボレー | 88  | コルトン・ハータ R             | 17                            |
| ユンコス・レーシング                                                 | シボレー | 32  | レネ・ビンダー R               | 1, 4, 7-8, 12-13              |
| ユンコス・レーシング                                                 | シボレー | 32  | カイル・カイザー R             | 2-3, 5-6                      |
| ユンコス・レーシング                                                 | シボレー | 32  | アルフォンソ・セリスJr. R      | 10, 16                        |
| マイケル・シャンク・レーシング ウィズ シュミット・ピーターソン       | ホンダ   | 60  | ジャック・ハーヴェイ R         | 1                             |
| メイヤー・シャンク・レーシング ウィズ シュミット・ピーターソン       | ホンダ   | 60  | ジャック・ハーヴェイ R         | 3, 6, 13, 16-17               |
| レイホール・レターマン・ラニガン・レーシング                         | ホンダ   | 15  | グラハム・レイホール           | 全戦                          |
| レイホール・レターマン・ラニガン・レーシング                         | ホンダ   | 30  | 佐藤琢磨                       | 全戦                          |
| シュミット・ピーターソン・モータースポーツ                           | ホンダ   | 5   | ジェームズ・ヒンチクリフ       | 全戦                          |
| シュミット・ピーターソン・モータースポーツ                           | ホンダ   | 6   | ロバート・ウィケンズ R         | 1-14                          |
| シュミット・ピーターソン・モータースポーツ                           | ホンダ   | 6   | カルロス・ムニョス             | 16-17                         |
| SPM / AFSレーシング                                                  | ホンダ   | 7   | ジェイ・ハワード (レーサー)    | 6                             |
| スクーデリア・コルサ ウィズ RLL                                      | ホンダ   | 64  | オリオール・セルビア           | 6                             |
| チーム・ペンスキー                                                   | シボレー | 1   | ジョセフ・ニューガーデン       | 全戦                          |
| チーム・ペンスキー                                                   | シボレー | 3   | エリオ・カストロネベス         | 5-6                           |
| チーム・ペンスキー                                                   | シボレー | 12  | ウィル・パワー                 | 全戦                          |
| チーム・ペンスキー                                                   | シボレー | 22  | サイモン・パジェノ             | 全戦                          |

### チームの変更
チップ・ガナッシ・レーシングは、コスト効率のため2台体制に縮小することを発表した。これは2010年以来のことであり、スコット・ディクソンは9番車に留まる。2017年10月25日には、2017年のルーキー・オブ・ザ・イヤーを獲得したエド・ジョーンズがトニー・カナーンに代わって2018年シーズンに10番車をドライブすることを発表した。
チーム・ペンスキーはエリオ・カストロネベスが2018年以降ウェザーテック・スポーツカー選手権に転向するため、3台体制に縮小することを発表した。しかしながら、カストロネベスはインディカー・グランプリとインディ500にペンスキーから出場する。
マイケル・シャンク・レーシングは2018年シーズンに6レースでシュミット・ピーターソン・モータースポーツと技術提携しジャック・ハーヴェイをドライバーに起用する。チームはシリウスXMラジオのCEO、ジム・メイヤーが共同オーナーに加わったため、2018年4月6日にメイヤー・シャンク・レーシングに改称した。
カーリンは2018年シーズン、シボレー製エンジンを搭載した2台のマシンでフル参戦する。ドライバーは元チップ・ガナッシ・レーシングのマックス・チルトンとチャーリー・キンボール。
ハーディング・レーシングは2017年シーズンに何戦か起用したギャビー・チャベスを2018年はフル参戦させることを確認した。ブライアン・バーンハートは11月29日にチームの代表に任命され、インディカーのレースオペレーションおよびレースディレクターを辞任した。ロード・アメリカ戦の後、バーンハートは2018年シーズン後半に2台体制に拡大したいとの噂、特にソノマの命名を確認した。彼はチームがインディ・ライツのドライバーを含む何名かと話し合ったことをさらに確認した。
ラジアー・パートナーズ・レーシングは2017年のインディ500でバディ・ラジアーが唯一の車をクラッシュさせたため、2012年以来参戦してきたインディ500に2018年は参戦しない。

### ドライバーの変更
2017年のインディ・ライツでタイトルを獲得したカイル・カイザーは、4戦にユンコス・レーシングから参戦する。この中にはインディ500およびインディカー・グランプリが含まれる。ユンコスは2018年1月5日、フォーミュラV8 3.5に参戦していたレネ・ビンダーをセントピーターズバーグ、バーバー、ミッドオハイオ、トロントで起用すると発表した。後にデトロイトでの起用も確認された。
2017年シーズンにJ.R.ヒルデブランドの代役としてエド・カーペンター・レーシングからバーバー戦に出場し、インディ500にはA.J.フォイト・エンタープライズから出場したザック・ビーチは2018年シーズン、佐藤琢磨に代わってアンドレッティ・オートスポーツからフル参戦する。
2017年にエド・カーペンター・レーシングからロード戦およびストリート戦で起用されたスペンサー・ピゴットは、J.R.ヒルデブランドに代わってフル参戦し、21番車をドライブする。元フォーミュラ2のドライバー、ジョーダン・キングは、ロード戦およびストリート戦で20番車をドライブする。
2017年のインディ500勝者の佐藤琢磨は1シーズンでアンドレッティ・オートスポーツを離れ、2018年シーズンはレイホール・レターマン・ラニガン・レーシングに復帰する。
ステファン・ウィルソンは2018年のインディ500に出場するためアンドレッティ・オートスポーツに加入した。インディカーシリーズには2016年以来の復帰となる。
トニー・カナーンはチップ・ガナッシ・レーシングで4シーズンを過ごした後、2018年はA.J.フォイト・エンタープライズに移籍する。
ロバート・ウィケンズはドイツツーリングカー選手権で6シーズンを過ごした後、ミカイル・アレシンに代わってシュミット・ピーターソン・モータースポーツに加入し6番車をドライブする。ウィケンズは2017年シーズンのロード・アメリカ戦でアレシンに代わって最初のプラクティスセッションに参加したが、決勝には出場しなかった。ウィケンズは2018年のABCサプライ500でクラッシュし重傷を負い、残りのシーズンを欠場することを余儀なくされた。このクラッシュでマシンは大きく破損し、6番車は次戦のゲートウェイを欠場した。8月29日、シュミット・ピーターソン・モータースポーツはウィケンズの代役としてカルロス・ムニョスをポートランドとソノマで起用することを発表した。
2017年11月16日、A.J.フォイト・エンタープライズはブラジル人のインディ・ライツドライバー、マテウス・レイストの起用を発表した。レイストはコナー・デイリーに代わって4番車をドライブする。レイストは2006年のマルコ・アンドレッティの記録を更新して最年少ルーキーとなる。
ダニカ・パトリックはスチュワート＝ハース・レーシングでNASCARに6シーズン参戦した後、インディ500に復帰する意向を発表した。2018年のインディ500はパトリックのプロ経歴の最後のレースとなる。彼女はエド・カーペンター・レーシングの3台目をドライブする。彼女を長年支援してきたGoDaddyがスポンサーとなる。
カルロス・ムニョスはA.J.フォイト・エンタープライズで1シーズンを過ごした後、インディ500に参戦するためアンドレッティ・オートスポーツに復帰する。
2018年2月6日、2017年のワールドシリーズ・フォーミュラV8 3.5のチャンピオンであるピエトロ・フィッティパルディがデイル・コイン・レーシングに加入し、インディ500を含む7戦で19番車をドライブすることが発表された。19番車は2017年のインディ・ライツにカーリンから出場していたザカリー・クラマン・デメロが残りの10戦でドライブする。5月4日、フィッティパルディは2018年のスパ6時間の予選で負傷した。デメロがインディアナポリス戦およびテキサス戦で19番車をドライブし、デトロイト2戦はトライデントフォーミュラ2ドライバーおよびハースF1テストドライバーのサンティノ・フェルッチがドライブする契約にサインした。
2018年3月1日、セージ・カラムが2018年のインディ500にドレイヤー & レインボールド・レーシングから参戦することが確認された。カラムとチームにとっては4回目のジョイントとなる。カラムのメインスポンサーはWIX Filtersである。
2018年3月6日、コナー・デイリーが2018年のインディ500に出場することが発表された。彼はトム・バーンズ・レーシングから参戦し、空軍がメインスポンサーとなる。
2018年3月20日、ピッパ・マンが2018年のインディ500でデイル・コイン・レーシングの63番車をドライブすることが発表された。スポンサーはDonate Life Indiana。
4月12日、ドレイヤー & レインボールド・レーシングはJ.R.ヒルデブランドがインディ500への2度目のエントリーでチームのためにドライブすると発表した。
2018年4月13日、ジョナサン・バーズ・レーシング、ホリンジャー・モータースポーツ、ベラルディ・オート・レーシングはA.J.フォイト・エンタープライズと協力してジェームズ・デイヴィソンをインディ500に出場させることを発表した。
5月10日、ユンコス・レーシングはアルフォンソ・セリスJr.がロード・アメリカでインディカーでデビューすることを発表した。チームは8月3日、セリスがポートランドにも出場することを発表した。
7月10日、ハーディング・レーシングはコナー・デイリーが第12戦のトロントでギャビー・チャベスに代わって出場すると発表した。チームはまた、2019年の準備のためにシーズン残りでドライバーラインナップを試してみると述べた。チームは現在のインディ・ライツのトップ3、コルトン・ハータ、サンティアゴ・ウルティア、パトリシオ・オワードのテストを希望している。オワードは既にチームでシートフィッティングを行っている。それにもかかわらず、チャベスはシーズン中に復帰し、2019年までチームのドライバーとして契約を継続する予定である。デイリーは7月24日のミッドオハイオ戦で確認される予定だった。9月2日、2018年のインディ・ライツチャンピオンのパトリシオ・オワードとランキング2位のコルトン・ハータがハーディングから最終戦のソノマでインディカーにデビューすることが発表された。

## 開催スケジュール
| Rd. | 開催日        | レース                                                                                     | サーキット                                                      | 開催地                             |
| --- | ------------- | ------------------------------------------------------------------------------------------ | --------------------------------------------------------------- | ---------------------------------- |
| 1   | 3月11日       | ファイアストン・グランプリ・オブ・セントピーターズバーグ                                   | R セントピーターズバーグ市街地コース                            | フロリダ州セントピーターズバーグ   |
| 2   | 4月7日        | デザート・ダイヤモンド・ウェストヴァレー・フェニックス・グランプリ                         | O ISMレースウェイ                                               | アリゾナ州エイボンデール           |
| 3   | 4月15日       | トヨタ・グランプリ・オブ・ロングビーチ                                                     | R ロングビーチ市街地コース                                      | カリフォルニア州ロングビーチ       |
| 4   | 4月22日/23日* | ホンダ・インディ・グランプリ・オブ・アラバマ                                               | R バーバー・モータースポーツ・パーク                            | アラバマ州バーミングハム           |
| 5   | 5月12日       | インディカー・グランプリ                                                                   | R インディアナポリス・モーター・スピードウェイ - ロードコース   | インディアナ州スピードウェイ       |
| 6   | 5月27日       | 第102回 インディアナポリス500マイルレース プレゼンテッド バイ ペングレード・モーターオイル | O インディアナポリス・モーター・スピードウェイ - オーバルコース | インディアナ州スピードウェイ       |
| 7   | 6月2日        | シボレー・デトロイト・グランプリ プレゼンテッド バイ リアー・コーポレーション              | R ベル・アイル・パーク市街地コース                              | ミシガン州デトロイト               |
| 8   | 6月3日        | シボレー・デトロイト・グランプリ プレゼンテッド バイ リアー・コーポレーション              | R ベル・アイル・パーク市街地コース                              | ミシガン州デトロイト               |
| 9   | 6月9日        | DXC テクノロジー 600                                                                       | O テキサス・モーター・スピードウェイ                            | テキサス州フォートワース           |
| 10  | 6月24日       | コーラー・グランプリ                                                                       | R ロード・アメリカ                                              | ウィスコンシン州エルクハートレイク |
| 11  | 7月8日        | アイオワ・コーン300                                                                        | O アイオワ・スピードウェイ                                      | アイオワ州ニュートン               |
| 12  | 7月15日       | ホンダ・インディ・トロント                                                                 | R エキシビション・プレイス市街地コース                          | オンタリオ州トロント               |
| 13  | 7月29日       | ホンダ・インディ200 アット ミッドオハイオ                                                  | R ミッドオハイオ・スポーツカーコース                            | オハイオ州レキシントン             |
| 14  | 8月19日       | ABCサプライ500                                                                             | O ポコノ・レースウェイ                                          | ペンシルベニア州ロングポンド       |
| 15  | 8月25日       | ボンマリト・オートモーティヴ・グループ500 プレゼンテッド バイ バルボリン                   | O ゲートウェイ・モータースポーツ・パーク                        | イリノイ州マディソン               |
| 16  | 9月2日        | グランプリ・オブ・ポートランド                                                             | R ポートランド・インターナショナル・レースウェイ                | オレゴン州ポートランド             |
| 17  | 9月16日       | インディカー・グランプリ・オブ・ソノマ                                                     | R ソノマ・レースウェイ                                          | カリフォルニア州ソノマ             |

### スケジュールの変更及び注
- 2017年9月26日、フェニックス・インターナショナル・レースウェイはインジェユニティ・サン・メディア (ISM) と1億ドルのスポンサー契約を結び、ISMレースウェイに改称された。
- ワトキンス・グレンは2016年に復帰してからわずか2レース後にカレンダー落ちした。代替レースはポートランド・インターナショナル・レースウェイで行われる。ポートランドでのインディカーのレースは11年ぶりとなる。
- 8月にメキシコのエルマノス・ロドリゲス・サーキットでの開催の可能性が模索されたが、契約は結ばれずカレンダーには掲載されなかった[69]。
- ホンダ・インディ・グランプリ・オブ・アラバマは4月22日にスタートし、雨のため22周目に中断された。レースは4月23日に再開された。

## レース結果
| Rd. | レース                 | ポールポジション         | ファステストラップ         | 最多ラップリード         | 優勝                     | 優勝                                                | 優勝               | レポート |
| Rd. | レース                 | ポールポジション         | ファステストラップ         | 最多ラップリード         | ドライバー               | チーム                                              | マニファクチャラー | レポート |
| --- | ---------------------- | ------------------------ | -------------------------- | ------------------------ | ------------------------ | --------------------------------------------------- | ------------------ | -------- |
| 1   | セントピーターズバーグ | ロバート・ウィケンズ     | アレクサンダー・ロッシ     | ロバート・ウィケンズ     | セバスチャン・ボーデ     | デイル・コイン・レーシング ウィズ バッサー-サリバン | ホンダ             | 詳細     |
| 2   | フェニックス           | セバスチャン・ボーデ     | セバスチャン・ボーデ       | ウィル・パワー           | ジョセフ・ニューガーデン | チーム・ペンスキー                                  | シボレー           | 詳細     |
| 3   | ロングビーチ           | アレクサンダー・ロッシ   | ジョセフ・ニューガーデン   | アレクサンダー・ロッシ   | アレクサンダー・ロッシ   | アンドレッティ・オートスポーツ                      | ホンダ             | 詳細     |
| 4   | バーミンガム           | ジョセフ・ニューガーデン | ザカリー・クラマン・デメロ | ジョセフ・ニューガーデン | ジョセフ・ニューガーデン | チーム・ペンスキー                                  | シボレー           | 詳細     |
| 5   | インディアナポリスGP   | ウィル・パワー           | スコット・ディクソン       | ウィル・パワー           | ウィル・パワー           | チーム・ペンスキー                                  | シボレー           | 詳細     |
| 6   | インディ500            | エド・カーペンター       | エリオ・カストロネベス     | エド・カーペンター       | ウィル・パワー           | チーム・ペンスキー                                  | シボレー           | 詳細     |
| 7   | デトロイト1            | マルコ・アンドレッティ   | ライアン・ハンター＝レイ   | スコット・ディクソン     | スコット・ディクソン     | チップ・ガナッシ・レーシング                        | ホンダ             | 詳細     |
| 8   | デトロイト2            | アレクサンダー・ロッシ   | ライアン・ハンター＝レイ   | アレクサンダー・ロッシ   | ライアン・ハンター＝レイ | アンドレッティ・オートスポーツ                      | ホンダ             | 詳細     |
| 9   | テキサス               | ジョセフ・ニューガーデン | ジョセフ・ニューガーデン   | スコット・ディクソン     | スコット・ディクソン     | チップ・ガナッシ・レーシング                        | ホンダ             | 詳細     |
| 10  | ロード・アメリカ       | ジョセフ・ニューガーデン | ザック・ビーチ             | ジョセフ・ニューガーデン | ジョセフ・ニューガーデン | チーム・ペンスキー                                  | シボレー           | 詳細     |
| 11  | アイオワ               | ウィル・パワー           | ウィル・パワー             | ジョセフ・ニューガーデン | ジェームズ・ヒンチクリフ | シュミット・ピーターソン・モータースポーツ          | ホンダ             | 詳細     |
| 12  | トロント               | ジョセフ・ニューガーデン | ウィル・パワー             | スコット・ディクソン     | スコット・ディクソン     | チップ・ガナッシ・レーシング                        | ホンダ             | 詳細     |
| 13  | ミッドオハイオ         | アレクサンダー・ロッシ   | スコット・ディクソン       | アレクサンダー・ロッシ   | アレクサンダー・ロッシ   | アンドレッティ・オートスポーツ                      | ホンダ             | 詳細     |
| 14  | ポコノ                 | ウィル・パワー           | セバスチャン・ボーデ       | アレクサンダー・ロッシ   | アレクサンダー・ロッシ   | アンドレッティ・オートスポーツ                      | ホンダ             | 詳細     |
| 15  | ゲートウェイ           | スコット・ディクソン     | ウィル・パワー             | スコット・ディクソン     | ウィル・パワー           | チーム・ペンスキー                                  | シボレー           | 詳細     |
| 16  | ポートランド           | ウィル・パワー           | カルロス・ムニョス         | アレクサンダー・ロッシ   | 佐藤琢磨                 | レイホール・レターマン・ラニガン・レーシング        | ホンダ             | 詳細     |
| 17  | ソノマ                 | ライアン・ハンター＝レイ | スコット・ディクソン       | ライアン・ハンター＝レイ | ライアン・ハンター＝レイ | アンドレッティ・オートスポーツ                      | ホンダ             | 詳細     |

## ポイントランキング

### ドライバー
| 順位 | ドライバー                     | STP | PHX | LBH | ALA | IGP | INDY | DET | DET | TEX | ROA | IOW | TOR | MDO | POC | GAT | POR | SNM | ポイント |
| ---- | ------------------------------ | --- | --- | --- | --- | --- | ---- | --- | --- | --- | --- | --- | --- | --- | --- | --- | --- | --- | -------- |
| 1    | スコット・ディクソン           | 6   | 4   | 11  | 6   | 2   | 39   | 1*  | 4   | 1*  | 3   | 12  | 1*  | 5   | 3   | 3*c | 5   | 2   | 678      |
| 2    | アレクサンダー・ロッシ         | 3   | 3   | 1*  | 11  | 5   | 4    | 3   | 12* | 3   | 16  | 9   | 8   | 1*  | 1*  | 2   | 8*  | 7   | 621      |
| 3    | ウィル・パワー                 | 10  | 22* | 2   | 21  | 1*  | 13   | 7   | 2   | 18  | 23  | 6   | 18  | 3   | 2   | 1   | 21  | 3   | 582      |
| 4    | ライアン・ハンター＝レイ       | 5   | 5   | 20  | 2   | 18  | 5    | 2   | 1   | 5   | 2   | 19  | 16  | 7   | 18  | 20  | 2   | 1*  | 566      |
| 5    | ジョセフ・ニューガーデン       | 7   | 1   | 7   | 1*  | 11  | 84   | 9   | 15  | 13  | 1*  | 4*  | 9   | 4   | 5   | 7   | 10  | 8   | 560      |
| 6    | サイモン・パジェノ             | 13  | 10  | 24  | 9   | 8   | 62   | 17  | 10  | 2   | 7   | 8   | 2   | 8   | 8   | 4   | 6   | 4   | 492      |
| 7    | セバスチャン・ボーデ           | 1   | 13  | 13  | 5   | 4   | 285  | 13  | 21  | 8   | 13  | 11  | 19  | 6   | 4   | 21  | 3   | 6   | 425      |
| 8    | グラハム・レイホール           | 2   | 9   | 5   | 7   | 9   | 10   | 23  | 5   | 6   | 6   | 7   | 21  | 9   | 14  | 10  | 23  | 23  | 392      |
| 9    | マルコ・アンドレッティ         | 9   | 12  | 6   | 10  | 13  | 12   | 4   | 9   | 14  | 11  | 16  | 10  | 11  | 7   | 14  | 25  | 5   | 392      |
| 10   | ジェームズ・ヒンチクリフ       | 4   | 6   | 9   | 3   | 7   | DNQ  | 11  | 16  | 4   | 10  | 1   | 4   | 14  | 20  | 15  | 22  | 15  | 391      |
| 11   | ロバート・ウィケンズ RY        | 18* | 2   | 22  | 4   | 3   | 9    | 8   | 6   | 19  | 5   | 5   | 3   | 2   | 19  |     |     |     | 391      |
| 12   | 佐藤琢磨                       | 12  | 11  | 21  | 8   | 10  | 32   | 5   | 17  | 7   | 4   | 3   | 22  | 17  | 21  | 9   | 1   | 25  | 351      |
| 13   | エド・ジョーンズ               | 8   | 20  | 3   | 20  | 22  | 31   | 6   | 3   | 9   | 9   | 13  | 12  | 15  | 12  | 8   | 24  | 10  | 343      |
| 14   | スペンサー・ピゴット           | 15  | 14  | 15  | 15  | 15  | 206  | 10  | 23  | 11  | 8   | 2   | 20  | 13  | 16  | 6   | 4   | 24  | 325      |
| 15   | ザック・ビーチ R               | 16  | 16  | 4   | 13  | 23  | 23   | 12  | 13  | 16  | 22  | 20  | 7   | 10  | 6   | 5   | 19  | 14  | 313      |
| 16   | トニー・カナーン               | 11  | 8   | 8   | 18  | 14  | 25   | 14  | 7   | 21  | 14  | 17  | 6   | 18  | 17  | 13  | 11  | 12  | 312      |
| 17   | チャーリー・キンボール         | 20  | 17  | 10  | 23  | 20  | 18   | 19  | 8   | 10  | 18  | 14  | 5   | 16  | 9   | 19  | 7   | 22  | 287      |
| 18   | マテウス・レイスト R           | 24  | 19  | 14  | 12  | 21  | 13   | 15  | 14  | 22  | 15  | 22  | 15  | 19  | 11  | 16  | 14  | 19  | 253      |
| 19   | マックス・チルトン             | 19  | 18  | 17  | 22  | 16  | 22   | 20  | 11  | 12  | 17  | 15  | 23  | 24  | 13  | 17  | 18  | 21  | 223      |
| 20   | エド・カーペンター             |     | 7   |     |     |     | 2*1  |     |     | 20  |     | 10  |     |     | 10  | 12  |     |     | 187      |
| 21   | ギャビー・チャベス             | 14  | 15  | 19  | 17  | 17  | 14   | 18  | 19  | 15  | 19  | 21  |     |     |     | 18  | 13  |     | 187      |
| 22   | ジョーダン・キング R           | 21  |     | 18  | 14  | 24  |      | 16  | 18  |     | 12  |     | 11  | 12  |     |     | 15  | 13  | 175      |
| 23   | ザカリー・クラマン・デメロ R   | 17  |     | 23  | 19  | 12  | 19   |     |     | 17  | 21  | 18  | 14  |     |     |     |     |     | 122      |
| 24   | ジャック・ハーヴェイ R         | 23  |     | 12  |     |     | 16   |     |     |     |     |     |     | 20  |     |     | 16  | 17  | 103      |
| 25   | カルロス・ムニョス             |     |     |     |     |     | 7    |     |     |     |     |     |     |     |     |     | 12  | 18  | 95       |
| 26   | ピエトロ・フィッティパルディ R |     | 23  |     |     |     |      |     |     |     |     |     |     | 23  | 22  | 11  | 9   | 16  | 91       |
| 27   | サンティノ・フェルッチ R       |     |     |     |     |     |      | 22  | 20  |     |     |     |     |     |     |     | 20  | 11  | 66       |
| 28   | レネ・ビンダー R               | 22  |     |     | 16  |     |      | 21  | 22  |     |     |     | 17  | 21  |     |     |     |     | 61       |
| 29   | コナー・デイリー               |     |     |     |     |     | 21   |     |     |     |     |     | 13  | 22  | 15  |     |     |     | 58       |
| 30   | カイル・カイザー R             |     | 21  | 16  |     | 19  | 29   |     |     |     |     |     |     |     |     |     |     |     | 45       |
| 31   | パトリシオ・オワード R         |     |     |     |     |     |      |     |     |     |     |     |     |     |     |     |     | 9   | 44       |
| 32   | エリオ・カストロネベス         |     |     |     |     | 6   | 278  |     |     |     |     |     |     |     |     |     |     |     | 40       |
| 33   | J.R.ヒルデブランド             |     |     |     |     |     | 11   |     |     |     |     |     |     |     |     |     |     |     | 38       |
| 34   | ステファン・ウィルソン R       |     |     |     |     |     | 15   |     |     |     |     |     |     |     |     |     |     |     | 31       |
| 35   | オリオール・セルビア           |     |     |     |     |     | 17   |     |     |     |     |     |     |     |     |     |     |     | 27       |
| 36   | アルフォンソ・セリスJr. R      |     |     |     |     |     |      |     |     |     | 20  |     |     |     |     |     | 17  |     | 23       |
| 37   | コルトン・ハータ R             |     |     |     |     |     |      |     |     |     |     |     |     |     |     |     |     | 20  | 20       |
| 38   | ダニカ・パトリック             |     |     |     |     |     | 307  |     |     |     |     |     |     |     |     |     |     |     | 13       |
| 39   | ジェイ・ハワード               |     |     |     |     |     | 24   |     |     |     |     |     |     |     |     |     |     |     | 12       |
| 40   | セージ・カラム                 |     |     |     |     |     | 26   |     |     |     |     |     |     |     |     |     |     |     | 10       |
| 41   | ジェームズ・デイヴィソン       |     |     |     |     |     | 33   |     |     |     |     |     |     |     |     |     |     |     | 10       |
| -    | ピッパ・マン                   |     |     |     |     |     | DNQ  |     |     |     |     |     |     |     |     |     |     |     | 0        |
| 順位 | ドライバー                     | STP | PHX | LBH | ALA | IMS | INDY | DET | DET | TEX | ROA | IOW | TOR | MDO | POC | GAT | POR | SNM | ポイント |

| 色     | 結果               |                |
| ------ | ------------------ | -------------- |
| 金色   | 優勝               |                |
| 銀色   | 2位                |                |
| 銅色   | 3位                |                |
| 緑     | 4位・5位           |                |
| 水色   | 6位-10位           |                |
| 青灰色 | 完走 （11位以下）  |                |
| 紫     | 完走せず           |                |
| 赤     | 予選落ち (DNQ)     |                |
| 茶     | 撤退 (Wth)         |                |
| 白     | スタートせず (DNS) |                |
| 白     | 空欄               | エントリーせず |

| 注釈など | |
| 太字     | ポールポジション （1ポイント） インディ500を除く                                                                       |
| 斜体     | ファステストラップ |
| *        | 最多リードラップ （2ポイント）                                                                                         |
| DNS      | Any driver who qualifies but does not start (DNS), earns half the points had they taken part.                          |
| 1-9      | Indy 500 "Fast 9" result, with points as follows: 9 points for 1st 8 points for 2nd and so on down to 1 point for 9th. |
| c        | 予選キャンセル ボーナスポイント無し                                                                                    |
| RY       | ルーキー・オブ・ザ・イヤー                                                                                             |
| R        | ルーキー |

- インディ500およびソノマはポイント2倍。
- インディ500を除く全てのレースで、ポールシッターは1ポイントが与えられる。ダブルヘッダーのレースではそれぞれの予選グループにおけるポールシッターにそれぞれ1ポイントが与えられる[70]。
- エンジンが最低走行距離に達する前に交換された場合、10ポイントを失う。
  - 注：走行距離はドライバーに関係なく、当該エンジンでそのレース参加者が走行した合計距離に基づく。
- ポイントが並んだ場合、勝利数、2位、3位の順で比較され、ポールポジション数、予選2位回数と比較されていく。

### マニファクチャラー
| 順位 | マニファクチャラー | STP | PHX | LBH | ALA | IMS | INDY | DET | DET | TEX | ROA | IOW | TOR | MDO | POC | GAT | POR | SNM | ポイント |
| ---- | ------------------ | --- | --- | --- | --- | --- | ---- | --- | --- | --- | --- | --- | --- | --- | --- | --- | --- | --- | -------- |
| 1    | ホンダ             | 1   | 2   | 1   | 2   | 2   | 3    | 1   | 1   | 1   | 2   | 1   | 1   | 1   | 1   | 2   | 1   | 1   | 1467     |
| 1    | ホンダ             | 2   | 3   | 3   | 3   | 3   | 4    | 2   | 3   | 3   | 3   | 3   | 3   | 2   | 3   | 3   | 2   | 2   | 1467     |
| 1    | ホンダ             | 96* | 76  | 91* | 76  | 75  | 67   | 96* | 91* | 90* | 75  | 90* | 90* | 96* | 90* | 77  | 95* | 96* | 1467     |
| 2    | シボレー           | 7   | 1   | 2   | 1   | 1   | 1    | 7   | 2   | 2   | 1   | 2   | 2   | 3   | 2   | 1   | 4   | 3   | 1203     |
| 2    | シボレー           | 10  | 7   | 7   | 9   | 6   | 2    | 9   | 7   | 10  | 7   | 4   | 5   | 4   | 5   | 4   | 6   | 4   | 1203     |
| 2    | シボレー           | 46  | 81* | 66  | 77* | 84* | 98*  | 48  | 66  | 61  | 82* | 73  | 71  | 67  | 71  | 87* | 61  | 67  | 1203     |

- 全てのマニファクチャラーポイント（予選ポイント、レース終了ポイント、レース勝利ボーナスポイントを含む）は、シーズンフル参戦ドライバーのみが獲得できる[71]。
- それぞれのレースにおいて、各マニファクチャラーの上位2名のドライバーがポイントを獲得できる。優勝マニファクチャラーは追加ポイントが5点付与される。追加ポイント獲得は太字表記。
- インディ500を除く全てのレースで、ポールシッターのマニファクチャラーに1ポイントが与えられる。インディ500では土曜の予選の最速ドライバーに1ポイントが与えられ、日曜日のポールシッターには2ポイントが与えられる。追加ポイント獲得は斜体。ゲートウェイは予選で雨が降ったためポールポジションにポイントは与えられなかった。
- 各レースの最高ポイントはアスタリスク（*）付き。
- インディ500で使用されている全シーズンエンジンの総走行距離が2,000マイルに達すると、マニファクチャラーはレース順位と等しいボーナスポイントを獲得できる。
- ポイントが並んだ場合、勝利数、2位、3位の順で比較されていく。

## 参照
1. ↑  Malsher, David (2017年10月20日). “Verizon to quit as IndyCar title sponsor, remain with Penske”. Motorsport.com. 2017年10月20日閲覧。
2. ↑  Malsher, David (2017年10月20日). “How PFC stepped up braking performance for 2018 IndyCar”. Motorsport.com. 2017年10月20日閲覧。
3. ↑  “IndyCar Confirms Novak as Race Director”. (2018年1月5日) 2018年1月5日閲覧。
4. ↑  “The Indy 500 will soon have a new TV network” (英語). Indianapolis Star 2018年3月21日閲覧。
5. ↑  Steinberg, Brian (2018年3月21日). “NBC Sports Grabs Indianapolis 500 Rights From ABC After 54 Years” (英語). Variety 2018年3月21日閲覧。
6. ↑  “How IndyCar-NBC deal will affect local Indy 500 blackout” (英語). Indianapolis Star 2018年3月21日閲覧。
7. ↑  Malsher, David (2017年1月12日). “2018 IndyCar aerokit concepts unveiled”. Motorsport.com.  Motorsport Network. 2017年1月12日閲覧。
8. ↑  “2018 IndyCar aerokit concepts unveiled”. IndyCar.com.   IndyCar.com (2017年7月24日). 2017年7月24日閲覧。
9. ↑  Pruett, Marshall (2017年6月22日). “New electronics coming with 2018 bodywork”. Racer.com. 2017年6月22日閲覧。
10. ↑  Malsher, David (2018年1月9日). “Firestone to introduce new rain tire for 2018 IndyCar”. Motorsport.com.  Motorsport Network. 2018年1月9日閲覧。
11. ↑  “INDYCAR to conduct first on-track test of windscreen on Feb. 8”.   Indycar.com (2018年2月2日). 2018年2月4日閲覧。
12. ↑  “Matheus Leist confirmed for IndyCar graduation with Foyt” (2017年11月16日). 2018年5月28日閲覧。
13. 1 2  “2 of the biggest names in IndyCar team up as Tony Kanaan joins A.J. Foyt Racing”. indystar.com.   The Indianapolis Star (2017年10月5日). 2017年10月5日閲覧。
14. 1 2  Miller, Robin (2018年4月13日). “Davison 500 entry confirmed in third Foyt car”. Racer.com.   Racer Media & Marketing, Inc.. 2018年4月14日時点のオリジナルよりアーカイブ。2018年4月13日閲覧。
15. ↑  “Andretti, Rossi staying with Honda”. Racer.com.   Racer Media & Marketing, Inc. (2017年8月28日). 2017年10月30日時点のオリジナルよりアーカイブ。2017年8月28日閲覧。
16. ↑  “Stefan Wilson officially joins Andretti Autosport for 2018 Indy 500”. indystar.com.   The Indianapolis Star (2017年10月4日). 2017年10月5日閲覧。
17. 1 2  Malsher, David (2017年9月11日). “Zach Veach signs with Andretti Autosport through 2020”. Motorsport.com.  Motorsport Network. 2017年9月11日閲覧。
18. 1 2  Smith, Luke (2017年12月6日). “Marco Andretti Confirmed in No. 98 Andretti-Herta IndyCar Entry”. motorsports.nbcsports.com.  NBC Sports. 2017年12月6日閲覧。
19. ↑  Malsher, David (2016年9月18日). “Andretti Autosport re-signs Ryan Hunter-Reay, DHL”. Motorsport.com.  Sonoma, California:  Motorsport Network. 2016年9月18日閲覧。
20. 1 2  “Andretti Autosport - CARLOS MUNOZ COMPLETES ANDRETTI AUTOSPORT INDY 500 LINEUP”. 2018年5月28日閲覧。
21. 1 2 3  Errington, Tom (2017年12月12日). “Carlin enters IndyCar with two-car team for Kimball, Chilton”. Motorsport.com.  Motorsport Network. 2017年12月12日閲覧。
22. ↑  Miller, Robin (2017年7月18日). “MILLER: 2018's most wanted”. Racer.com.   Racer Media & Marketing, Inc.. 2017年10月20日時点のオリジナルよりアーカイブ。2017年7月18日閲覧。
23. ↑  “Chip Ganassi Racing Signs Ed Jones for its Verizon IndyCar Series Program”. chipganassiracing.com (2017年10月25日). 2017年10月25日閲覧。
24. 1 2  “Fittipaldi confirms seven-race deal with Dale Coyne Racing” (英語). Motorsport 2018年2月6日閲覧。
25. ↑  “American Santino Ferrucci to race Paysafe car in Detroit” (英語). Dale Coyne Racing 2018年5月18日閲覧。
26. ↑  “Mann confirms DCR Indy 500 ride” (英語). RACER.  オリジナルの2018年3月20日時点におけるアーカイブ。 2018年3月20日閲覧。
27. ↑  Malsher, David (2018年3月6日). “Daly rejoins Coyne for Indy 500 with Thom Burns Racing and USAF”. Motorsport.com.  Motorsport Network. 2018年3月6日閲覧。
28. ↑  Weaver, Matt (2017年6月28日). “Dale Coyne, Sebastien Bourdais already planning 2018 championship run”. Autoweek (Crain Communications) 2017年6月28日閲覧。
29. ↑  WIX Filters [@WIXFilters] (1 March 2018). “We're excited to support @DRRIndyCar driver, @SageKaram at the 102nd #Indy500! The young racer will drive the No. 24 DRR @TeamChevy Dallara. Looking forward to a great year. #WIXIndy ??”. X（旧Twitter）より2024年1月21日閲覧.
30. ↑  Malsher, David (2018年2月28日). “Karam confirmed at Dreyer & Reinbold for Indy 500”. Motorsport.com.  Motorsport Network. 2018年2月28日閲覧。
31. 1 2  Errington, Tom (2018年4月12日). “Hildebrand lands second Dreyer & Reinbold Indy 500 seat”. Motorsport.com.  Motorsport Network. 2018年4月12日閲覧。
32. 1 2  “Danica Patrick to race final Indy 500 with Ed Carpenter Racing” (英語). Motorsport.com 2018年2月14日閲覧。
33. ↑  “Patrick ready for the spotlight again at Indianapolis 500” (2018年3月7日). 2018年5月28日閲覧。
34. ↑  Smith, Luke (2018年1月4日). “"Jordan King joins Ed Carpenter Racing for part-season IndyCar campaign"”. Crash.net. 2018年1月4日閲覧。
35. 1 2  Rentz, Brie (2017年9月13日). “Ed Carpenter Racing elevates Spencer Pigot to full-time for 2018 IndyCar season”. edcarpenterracing.com.  エド・カーペンター・レーシング. 2017年9月13日閲覧。
36. 1 2  Miller, Robin (2018年9月2日). “Harding to field O'Ward, Herta at Sonoma”. 2018年9月2日閲覧。
37. 1 2  Pruett, Marshall (2018年1月12日). “Harding confirms full 2018 IndyCar season with Chaves”. Racer.com.   Racer Media & Marketing, Inc.. 2018年1月14日時点のオリジナルよりアーカイブ。2018年1月12日閲覧。
38. 1 2  Miller, Robin (2018年7月10日). “Daly to replace Chaves in Toronto as Harding shakes up lineup”. Racer.com.   Racer Media & Marketing, Inc.. 2018年7月10日閲覧。
39. ↑  “Austrian Rene Binder joins Juncos Racing for partial Verizon IndyCar season”. juncosracing.com (2018年1月5日). 2018年1月5日閲覧。
40. 1 2  “Binder extends Juncos deal to six IndyCar races”. Motorsport.com.  Motorsport Network (2018年3月28日). 2018年3月28日閲覧。
41. ↑  “KAISER, JUNCOS RACING REVEAL FOUR-RACE VERIZON INDYCAR SERIES PLAN FOR 2018”. IndyCar.com (2017年10月19日). 2017年10月19日閲覧。
42. 1 2  Juncos (2018年5月10日). “Alfonso Celis Jr. Advances to the Verizon IndyCar Series with Juncos Racing”. 2018年5月10日閲覧。
43. ↑  “Harvey, Shank, Schmidt Peterson teaming for six races in 2018”. 2018年5月28日閲覧。
44. ↑  Malsher, David (2017年6月29日). “Graham Rahal on why his season has been both brilliant and brutal”. Motorsport.com.  Motorsport Network. 2017年6月29日閲覧。
45. 1 2  Mihai, Marian (2017年9月20日). “2017 Indy 500 Champion Takuma Sato Returns to RLL”. rahal.com.  Rahal. 2017年9月20日閲覧。
46. 1 2  Pruett, Marshall (2017年7月13日). “Penske, SPM to lead 2018 bodykit development”. Racer.com.   Racer Media & Marketing, Inc.. 2017年8月6日時点のオリジナルよりアーカイブ。2017年7月13日閲覧。
47. 1 2 3  Malsher, David (2017年10月18日). “Schmidt Peterson confirms Wickens to partner Hinchcliffe in IndyCar”. Motorsport.com.  Motorsport Network. 2017年10月18日閲覧。
48. ↑  IndyCar Series, Verizon (2018年8月29日). “Munoz to sub for Wickens at Schmidt Peterson in Portland”. IndyCar.  INDYCAR. 2018年8月29日閲覧。
49. ↑  Schmidt Peterson Motorsports. “HOWARD REJOINS SPM WITH PARTNER ONE CURE FOR 102ND RUNNING OF THE INDIANAPOLIS 500”. 2018年3月23日閲覧。
50. ↑  Photo, By Marshall Pruett / Image by IMS. “Scuderia Corsa joins Rahal for Servia Indy 500 entry” (英語). www.racer.com. 2018年3月9日時点のオリジナルよりアーカイブ。2018年3月9日閲覧。
51. 1 2 3  Pruett, Marshall (2017年7月8日). “New chapter likely for Castroneves with Honda DPi”. Racer.com.  Newton, Iowa:  Racer Media & Marketing, Inc.. 2017年8月12日時点のオリジナルよりアーカイブ。2017年7月8日閲覧。
52. ↑  “Josef Newgarden to run champion’s No. 1 in 2018” (2017年11月1日). 2018年5月28日閲覧。
53. ↑  “Motor racing: Castroneves moves to sports cars, Indy 500 still in plans”. reuters.com.   Reuters (2017年10月5日). 2017年10月4日閲覧。
54. ↑  Pruett, Marshall (2017年9月20日). “Ganassi confirms IndyCar reduction to two cars”. Racer.com.   Racer Media & Marketing, Inc.. 2017年9月21日閲覧。
55. ↑  “Chip Ganassi Racing signs IndyCar Rookie of the Year Ed Jones”. Autoweek.com.   Crain Communications, Inc.. 2017年10月26日閲覧。
56. ↑  “Helio Castroneves Joins Team Penske's IMSA Lineup”. teampenske.com.  チーム・ペンスキー (2017年10月4日). 2017年10月4日閲覧。
57. ↑  “Harvey, Shank, Schmidt Peterson teaming for six races in 2018”. 2018年5月28日閲覧。
58. ↑  http://www.racer.com/indycar/item/148478-meyer-joins-shank-as-msr-team-co-owner
59. ↑  Miller, Robin (2017年11月29日). “Barnhart Joins Harding Racing”. Racer Media and Marketing, Inc. 2017年11月29日閲覧。
60. ↑  Pruett, Marshall (2018年6月24日). “Harding looks to add second car later this season”. Racer Media and Marketing, Inc. 2018年6月26日閲覧。
61. ↑  “Telitz wins Indy Lights race, Kaiser crowned champion”. IndyCar.com 2017年9月22日閲覧。
62. ↑  “Kyle Kaiser advances to the 2018 Verizon IndyCar Series with Juncos Racing - Juncos Racing”. www.juncosracing.com. 2018年5月28日閲覧。
63. ↑  Long, Dustin (2017年11月17日). “Danica Patrick says this will be last full-time season as a driver”.   NBC Sports. 2017年11月17日閲覧。
64. ↑  Pockrass, Bob (2017年11月17日). “Danica Patrick to end racing career at next year's Indy 500”. ESPN.com.   ESPN Internet Ventures. 2017年11月17日閲覧。
65. ↑  “APNewsBreak: GoDaddy to sponsor Patrick in 'Danica Double'” (英語). Auto Racing. (2018年1月18日) 2018年1月18日閲覧。
66. ↑  Mann, RACER Staff/Images by Abbott/LAT; Pippa. “Mann confirms DCR Indy 500 ride” (英語). www.racer.com. 2018年3月20日時点のオリジナルよりアーカイブ。2018年3月20日閲覧。
67. ↑  Elizalde, Pablo (2018年8月3日). “Celis to get second IndyCar outing at Portland”. Motorsport.com.  Motorsport Network. 2018年8月3日閲覧。
68. ↑  “Harding confirms Daly for Mid-Ohio”. Racer.com.  Racer Media and Marketing, inc.. 2018年7月24日閲覧。
69. ↑  Malsher, David (2017年5月8日). “China, Mexico, among four possible new IndyCar races”. Motorsport.com.  Motorsport Network. 2017年5月8日閲覧。
70. ↑  “2017 IndyCar Series rulebook” (pdf).   Verizon IndyCar Series. p. 149. 2017年6月4日閲覧。[リンク切れ]
71. ↑  “2018 Verizon IndyCar Series Official Rulebook”.   IndyCar Series (2018年5月29日). 2018年9月15日閲覧。